# Calle mayor (álbum)
Calle Mayor es el cuarto álbum de estudio del grupo español de rock Revólver, publicado por Warner Music en noviembre de 1996. En contraposición con sus anteriores trabajos, Calle Mayor incluyó un mayor contenido de crítica social, especialmente en «Calle Mayor», una denuncia del racismo. 

## Historia
Tras la publicación de El Dorado, Carlos Goñi emprendió una gira de más de doscientos conciertos a lo largo de 1995, lo cual sumió al músico en un ritmo vertiginoso. Según comentó el propio Goñi: «A finales de 1995 paré. Hay que tener cuidado: ese ritmo de grabación y gira puede terminar con uno. Para entonces yo ya estaba metido en esa famosa espiral y tuve que parar para no perderlo todo. Llega un momento en que tienes que parar, separarte de ti mismo, observarte desde fuera y reflexionar un poco. Si no lo haces terminas siendo el esclavo de tus propias circunstancias. 200 conciertos en 365 días: fue una locura. Todo estuvo a punto de irse al garete».
Tras la promoción de El Dorado, Goñi decidió grabar su siguiente trabajo en el exterior. Después de componer la mayoría de las canciones en Valencia en un entorno familiar, reclutó de nuevo a Mick Glossop, que colaboró junto a Thom Panunzio como productor musical, y trabajó en los estudios Groove Masters, propiedad del músico Jackson Browne, junto a una banda con músicos de sesión integrada por Roy Bittan, teclista de la E Street Band, Paul Bushnell, bajista de The Commitments, y Kenny Aronoff.
A nivel lírico, Calle Mayor puso un mayor acento en temas de carácter sociopolítico, presentes desde entonces a lo largo de la carrera de Revólver en álbumes como Mestizo y Argán. El tema que da título al álbum, «Calle Mayor», es una crítica al racismo basada en una vivencia que el propio Goñi tuvo en la calle Mayor de Alicante, y en la cual relata una historia sobre la inmigración ilegal y la violencia. Goñi comentó sobre la canción: «Fue bastante complicada de hacer. Supongo que suena demasiado descarnada, demasiado sincera. La letra está en primer plano: de hecho la canción es la letra, los arreglos están en función a ella. Hace que me sienta muy bien conmigo mismo. Una canción así solo podía aparecer en el momento adecuado, tenía que aparecer de un modo natural. Sólo había que esperar a que ocurriese». Por otra parte, «El mismo hombre» relata los sentimientos de un desempleado de larga duración.

## Recepción
Tras su publicación, Calle Mayor obtuvo críticas más favorables incluso que su predecesor, El Dorado. Al respecto, Juanjo Ordás escribió en Efe Eme: «Calle Mayor diluía las influencias en el pulso de un músico que está a punto de alcanzar la madurez. Y pese a la mitómana aparición de Roy Bittan como invitado puntual, Goñi suena más que nunca a él mismo, la misma personalidad de Básico pero electrificada, con ecos de Neil Young («El mismo hombre») y demás colosos que se funden con su personalidad, dando con un country rock como «Mi rendición» que señala eso, que el autor ha crecido y que su sonido es único en España, que sus canciones suenan a las carreteras nacionales de la piel de toro, no a la ruta 66. El sudor de Goñi es español». A pesar del reconocimiento de la crítica, ninguno de los sencillos extraídos del álbum alcanzó el primer puesto en la lista de éxitos de 40 Principales, a diferencia de lo ocurrido con «No va mas» un año antes.
En el plano comercial, el álbum fue certificado como disco de platino tras superar las 125 000 copias vendidas. Tras su publicación, Goñi volvió a enmarcarse en una nueva gira que concluyó en un nuevo concierto acústico, resumen de sus dos últimos trabajos, y publicado como Básico 2 un año después. 
En 2002, Warner Music remasterizó y reeditó Calle Mayor junto al resto del catálogo musical del grupo con varios temas adicionales: una versión demo de «Es lo que es, hay lo que hay», una versión en directo de «Me vuelvo loco», canción de Tequila, y «Mi segundo amor», una canción destinada a un disco de versiones de Chavela Vargas.

## Lista de canciones
Todas las canciones escritas y compuestas por Carlos Goñi excepto donde se anota. 
| N.º | Título                              | Duración |  |
| 1.  | «Es lo que es, hay lo que hay»      |          |  |
| 2.  | «El mismo hombre»                   |          |  |
| 3.  | «Mi rendición»                      |          |  |
| 4.  | «Los surcos de tu espalda»          |          |  |
| 5.  | «Calle Mayor»                       |          |  |
| 6.  | «Tu lado bueno»                     |          |  |
| 7.  | «Ten fe en mí»                      |          |  |
| 8.  | «Reír y llorar»                     |          |  |
| 9.  | «Bailando en la frontera»           |          |  |
| 10. | «Esta noche tengo más de lo normal» |          |  |

| Pistas adicionales (reedición de 2002) |                                               |                                             |          |  |
| N.º                                    | Título                                        | Escritor(es)                                | Duración |  |
| 11.                                    | «Es lo que es, hay lo que hay» (Versión demo) |                                             |          |  |
| 12.                                    | «Me vuelvo loco»                              | Alejo Stivel, Ariel Rot, Julián Infante     |          |  |
| 13.                                    | «Mi segundo amor»                             | Miguel Díaz, Miguel González, J. Díaz Mirón |          |  |

## Personal
- Carlos Goñi: voz, guitarras y armónica
- Kenny Aronoff: batería y percusión
- Mark Schulman: batería en «Mi rendición» y «Es lo que es, hay lo que hay»
- Paul Bushnell: bajo
- Santi Navalón: piano y órgano
- Greg Leisz: pedal steel y lap steel
- Roy Bittan: piano en «Calle Mayor»
- George Hall: órgano
- Sue Ann Carwell, Carl Carwell, Tomi Genris, Brigit McWells, Jackie Simely, Terry Staton y Will Weaton: coros